# Giacomo Guglielmi
Giacomo Guglielmi   (Massa, 16 d'agost de 1782 - segle XIX (>1846)) fou un tenor italià.
Fill del gran compositor italià Pietro Alessandro Guglielmi, va néixer a Massa i va estudiar amb Ferdinando Mazzanti. Després del seu debut al Teatro Argentina de Roma, va ser vist principalment en òperes còmiques a Parma, Nàpols, Florència, Bolonya i Venècia. També va cantar a Amsterdam i París, on va passar un total de dos anys. En 1812 va tornar a Itàlia, on fou aclamat en els principals papers. Un dels seus papers més importants va ser Ramiro en l'estrena de La Cenerentola de Rossini. Encara que la seva veu no era gaire potent, el seu bell timbre va ser molt lloat, com també la seva presentació de bon gust. Va morir poc després de 1830.